# Lluita als Jocs Olímpics d'Estiu de 1928 - lluita grecoromana masculina pes mitjà
La prova del pes mitjà de lluita grecoromana fou una de les sis de lluita grecoromana que es disputaren als Jocs Olímpics d'Estiu d'Amsterdam de 1928. Com la resta de proves de lluita sols hi podien participar homes. Els lluitadors que participaven en aquesta categoria podien pesar fins a 75 quilograms. La competició es disputà al Krachtsportgebouw entre el 2 i el 5 d'agost i hi van prendre part 17 esportistes, en representació de 17 països.

## Medallistes
| Or                   | Plata             | Bronze               |
| Väinö Kokkinen (FIN) | László Papp (HUN) | Albert Kusnets (EST) |

## Format de competició
La competició de lluita grecoromana va introduir un sistema d'eliminació basat en la suma de punts. En cada ronda tots els lluitadors s'emparellaven i lluitaven (en cas d'haver-hi un nombre imparell de lluitadors un passava ronda sense lluitar). El perdedor rebia 3 punts. El guanyador en rebia 1 si la victòria era per decisió i 0 si era per caiguda. Al final de cada ronda era eliminat tot lluitador que acumulés 5 punts.

## Resultats

### Primera eliminatòria
La primera eliminatòria va produir quatre guanyadors per caiguda i quatre per decisió. Un lluitador va passar ronda sense lluitar.
Combats
| Vencedor          | País       | Tipus de victòria | Perdedor          | País           |
| ----------------- | ---------- | ----------------- | ----------------- | -------------- |
| Ivar Johansson    | Suècia     | Caiguda           | Émile Frantz      | Luxemburg      |
| László Papp       | Hongria    | Decisió           | František Hala    | Txecoslovàquia |
| Jean Saenen       | Bèlgica    | Decisió           | Émile Poilvé      | França         |
| Franjo Palković   | Iugoslàvia | Caiguda           | Simon Balkema     | Països Baixos  |
| Enrico Bonassin   | Itàlia     | Caiguda           | Alfred Larsen     | Noruega        |
| Albert Kusnets    | Estònia    | Decisió           | Hermann Simon     | Alemanya       |
| Johannes Jacobsen | Dinamarca  | Caiguda           | Nurettin Baytorun | Turquia        |
| Otto Frei         | Suïssa     | Decisió           | Antonio Walzer    | Argentina      |
| Väinö Kokkinen    | Finlàndia  | Lliura            | N/A               | N/A            |

Punts
| Pos. | Lluitador         | País           | R1 |
| ---- | ----------------- | -------------- | -- |
| 1    | Enrico Bonassin   | Itàlia         | 0  |
| 1    | Johannes Jacobsen | Dinamarca      | 0  |
| 1    | Ivar Johansson    | Suècia         | 0  |
| 1    | Väinö Kokkinen    | Finlàndia      | 0  |
| 1    | Franjo Palković   | Iugoslàvia     | 0  |
| 6    | Otto Frei         | Suïssa         | 1  |
| 6    | Albert Kusnets    | Estònia        | 1  |
| 6    | László Papp       | Hongria        | 1  |
| 6    | Jean Saenen       | Bèlgica        | 1  |
| 10   | Simon Balkema     | Països Baixos  | 3  |
| 10   | Nurettin Baytorun | Turquia        | 3  |
| 10   | Émile Frantz      | Luxemburg      | 3  |
| 10   | František Hala    | Txecoslovàquia | 3  |
| 10   | Alfred Larsen     | Noruega        | 3  |
| 10   | Émile Poilvé      | França         | 3  |
| 10   | Hermann Simon     | Alemanya       | 3  |
| 10   | Antonio Walzer    | Argentina      | 3  |

### Segona eliminatòria
Jacobsen i Kokkinen lideren la classificació amb 0 punts. Quatre lluitadors més tenen un sol punt, mentre cinc lluitadors són eliminats.
Combats
| Vencedor          | País           | Tipus de victòria | Perdedor        | País          |
| ----------------- | -------------- | ----------------- | --------------- | ------------- |
| Väinö Kokkinen    | Finlàndia      | Caiguda           | Ivar Johansson  | Suècia        |
| František Hala    | Txecoslovàquia | Caiguda           | Émile Frantz    | Luxemburg     |
| László Papp       | Hongria        | Caiguda           | Émile Poilvé    | França        |
| Jean Saenen       | Bèlgica        | Caiguda           | Simon Balkema   | Països Baixos |
| Enrico Bonassin   | Itàlia         | Decisió           | Franjo Palković | Iugoslàvia    |
| Albert Kusnets    | Estònia        | Caiguda           | Alfred Larsen   | Noruega       |
| Nurettin Baytorun | Turquia        | Decisió           | Hermann Simon   | Alemanya      |
| Johannes Jacobsen | Dinamarca      | Caiguda           | Otto Frei       | Suïssa        |
| Antonio Walzer    | Argentina      | Lliura            | N/A             | N/A           |

Punts
| Pos. | Lluitador         | País           | R1 | R2 | Total |
| ---- | ----------------- | -------------- | -- | -- | ----- |
| 1    | Johannes Jacobsen | Dinamarca      | 0  | 0  | 0     |
| 1    | Väinö Kokkinen    | Finlàndia      | 0  | 0  | 0     |
| 3    | Enrico Bonassin   | Itàlia         | 0  | 1  | 1     |
| 3    | Albert Kusnets    | Estònia        | 1  | 0  | 1     |
| 3    | László Papp       | Hongria        | 1  | 0  | 1     |
| 3    | Jean Saenen       | Bèlgica        | 1  | 0  | 1     |
| 7    | František Hala    | Txecoslovàquia | 3  | 0  | 3     |
| 7    | Ivar Johansson    | Suècia         | 0  | 3  | 3     |
| 7    | Franjo Palković   | Iugoslàvia     | 0  | 3  | 3     |
| 7    | Antonio Walzer    | Argentina      | 3  | 0  | 3     |
| 11   | Nurettin Baytorun | Turquia        | 3  | 1  | 4     |
| 11   | Otto Frei         | Suïssa         | 1  | 3  | 4     |
| 13   | Émile Frantz      | Luxemburg      | 3  | 3  | 6     |
| 13   | Émile Poilvé      | França         | 3  | 3  | 6     |
| 13   | Simon Balkema     | Països Baixos  | 3  | 3  | 6     |
| 13   | Alfred Larsen     | Noruega        | 3  | 3  | 6     |
| 13   | Hermann Simon     | Alemanya       | 3  | 3  | 6     |

### Tercera eliminatòria
Els sis combats de la tercera eliminatòria es van decidir per caiguda. Jacobsen i Kokkinen continuaven amb 0 punts i quatre lluitadors foren eliminats.
Combats
| Vencedor          | País           | Tipus de victòria | Perdedor        | País       |
| ----------------- | -------------- | ----------------- | --------------- | ---------- |
| Väinö Kokkinen    | Finlàndia      | Caiguda           | Antonio Walzer  | Argentina  |
| František Hala    | Txecoslovàquia | Caiguda           | Ivar Johansson  | Suècia     |
| László Papp       | Hongria        | Caiguda           | Jean Saenen     | Bèlgica    |
| Albert Kusnets    | Estònia        | Caiguda           | Franjo Palković | Iugoslàvia |
| Johannes Jacobsen | Dinamarca      | Caiguda           | Enrico Bonassin | Itàlia     |
| Nurettin Baytorun | Turquia        | Caiguda           | Otto Frei       | Suïssa     |

Punts
| Pos. | Lluitador         | País           | R1 | R2 | R3 | Total |
| ---- | ----------------- | -------------- | -- | -- | -- | ----- |
| 1    | Johannes Jacobsen | Dinamarca      | 0  | 0  | 0  | 0     |
| 1    | Väinö Kokkinen    | Finlàndia      | 0  | 0  | 0  | 0     |
| 3    | Albert Kusnets    | Estònia        | 1  | 0  | 0  | 1     |
| 3    | László Papp       | Hongria        | 1  | 0  | 0  | 1     |
| 5    | František Hala    | Txecoslovàquia | 3  | 0  | 0  | 3     |
| 6    | Nurettin Baytorun | Turquia        | 3  | 1  | 0  | 4     |
| 6    | Enrico Bonassin   | Itàlia         | 0  | 1  | 3  | 4     |
| 6    | Jean Saenen       | Bèlgica        | 1  | 0  | 3  | 4     |
| 9    | Ivar Johansson    | Suècia         | 0  | 3  | 3  | 6     |
| 9    | Franjo Palković   | Iugoslàvia     | 0  | 3  | 3  | 6     |
| 9    | Antonio Walzer    | Argentina      | 3  | 0  | 3  | 6     |
| 12   | Otto Frei         | Suïssa         | 1  | 3  | 3  | 7     |

### Quarta eliminatòria
Jacobsen va perdre el seu primer combat, mentre Kokkinen conservava els 0 punts. Tres lluitadors foren eliminats.
Combats
| Vencedor       | País      | Tipus de victòria | Perdedor          | País           |
| -------------- | --------- | ----------------- | ----------------- | -------------- |
| Väinö Kokkinen | Finlàndia | Caiguda           | František Hala    | Txecoslovàquia |
| László Papp    | Hongria   | Caiguda           | Enrico Bonassin   | Itàlia         |
| Jean Saenen    | Bèlgica   | Caiguda           | Nurettin Baytorun | Turquia        |
| Albert Kusnets | Estònia   | Decisió           | Johannes Jacobsen | Dinamarca      |

Punts
| Pos. | Lluitador         | País           | R1 | R2 | R3 | R4 | Total |
| ---- | ----------------- | -------------- | -- | -- | -- | -- | ----- |
| 1    | Väinö Kokkinen    | Finlàndia      | 0  | 0  | 0  | 0  | 0     |
| 2    | László Papp       | Hongria        | 1  | 0  | 0  | 0  | 1     |
| 3    | Albert Kusnets    | Estònia        | 1  | 0  | 0  | 1  | 2     |
| 4    | Johannes Jacobsen | Dinamarca      | 0  | 0  | 0  | 3  | 3     |
| 5    | Jean Saenen       | Bèlgica        | 1  | 0  | 3  | 0  | 4     |
| 6    | František Hala    | Txecoslovàquia | 3  | 0  | 0  | 3  | 6     |
| 7    | Nurettin Baytorun | Turquia        | 3  | 1  | 0  | 3  | 6     |
| 8    | Enrico Bonassin   | Itàlia         | 0  | 1  | 3  | 3  | 7     |

### Cinquena eliminatòria
Jacobsen va lliurar i Kokkinen tornà a guanyar per caiguda, conservant els 0 punts. Un lluitador fou eliminat.
Combats
| Vencedor          | País      | Tipus de victòria | Perdedor    | País    |
| ----------------- | --------- | ----------------- | ----------- | ------- |
| Väinö Kokkinen    | Finlàndia | Caiguda           | László Papp | Hongria |
| Albert Kusnets    | Estònia   | Caiguda           | Jean Saenen | Bèlgica |
| Johannes Jacobsen | Dinamarca | Lliura            | N/A         | N/A     |

Punts
| Pos. | Lluitador         | País      | R1 | R2 | R3 | R4 | R5 | Total |
| ---- | ----------------- | --------- | -- | -- | -- | -- | -- | ----- |
| 1    | Väinö Kokkinen    | Finlàndia | 0  | 0  | 0  | 0  | 0  | 0     |
| 2    | Albert Kusnets    | Estònia   | 1  | 0  | 0  | 1  | 0  | 2     |
| 3    | Johannes Jacobsen | Dinamarca | 0  | 0  | 0  | 3  | 0  | 3     |
| 4    | László Papp       | Hongria   | 1  | 0  | 0  | 0  | 3  | 4     |
| 5    | Jean Saenen       | Bèlgica   | 1  | 0  | 3  | 0  | 3  | 7     |

### Sisena eliminatòria
En contrast amb l'eliminatòria anterior, que només va eliminar un dels cinc lluitadors, en aquesta eliminatòria quedaren eliminats 3 dels 4 lluitadors. Kokkinen va vèncer a Jacobsen per eliminar aquest últim, que va acabar en quart lloc. El combat entre Papp i Kusnets va acabar en eliminació mútua perquè Papp va guanyar per decisió; i ambdós van acabar amb 5 punts, però en haver guanyat Papp el combat aconseguí la medalla de plata. Kokkinen, que no va perdre cap combat guanyà la medalla d'or.
Combats
| Vencedor       | País      | Tipus de victòria | Perdedor          | País      |
| -------------- | --------- | ----------------- | ----------------- | --------- |
| Väinö Kokkinen | Finlàndia | Caiguda           | Johannes Jacobsen | Dinamarca |
| László Papp    | Hongria   | Decisió           | Albert Kusnets    | Estònia   |

Punts
| Pos. | Lluitador         | País      | R1 | R2 | R3 | R4 | R5 | R6 | Total |
| ---- | ----------------- | --------- | -- | -- | -- | -- | -- | -- | ----- |
| 1    | Väinö Kokkinen    | Finlàndia | 0  | 0  | 0  | 0  | 0  | 0  | 0     |
| 2    | László Papp       | Hongria   | 1  | 0  | 0  | 0  | 3  | 1  | 5     |
| 3    | Albert Kusnets    | Estònia   | 1  | 0  | 0  | 1  | 0  | 3  | 5     |
| 4    | Johannes Jacobsen | Dinamarca | 0  | 0  | 0  | 3  | 0  | 3  | 6     |